# いとしのニーナ
『いとしのニーナ』 (Nina, My Love) は、いくえみ綾による日本の漫画作品。
幻冬舎コミックスの『Webスピカ』で2005年1月号から2010年10月号まで全29話が不定期に連載（配信）された。単行本は同社より全4巻。
2020年5月にFODでドラマが全8回に渡って配信された。

## あらすじ
ある日突然、幼なじみで親友のマサから、『青田新名を拉致った』と告げられた厚志。新名、通称ニーナは、マサが通学電車の中で一目惚れした他校の女の子。俄かには信じられなかった厚志だが、マサのアパートへ行くと、そのニーナが拘束されていた……。

## 登場人物
外山 厚志（とやま あつし）
高校1年生。親友のマサの行為に呆れながらも、結果的にニーナを助け、牛島に報復される。
事件後、ニーナの元を訪れ、事件の主犯は牛島だったことを伝え、ニーナのボディガードになる。心から笑うところを見たいと思うようになり、自分がニーナのことを好きになっていることに気付き、やがて付き合うようになる。
青田 新名（あおた にいな）
清流女学園の2年生。通称・ニーナ。
事件後は夜も眠れない日が続くなど悩んだが、厚志に事件の経緯を聞き、牛島から自分を守れと厚志にボディガードを頼む。厚志の声を聞くと安心し眠れるようになり、付き合うようになる。
押川 正行（おしかわ まさゆき）
高校1年生。小太りの体型で眼鏡をかけている。厚志とは小学校以来の親友で、厚志以外にはほとんど友達はいない。放任主義の親が税金対策に建てたアパートを中学生の時からあてがわれている。いじめられていた時期もある。
通学の電車でニーナに一目惚れし、告白するもあえなく玉砕。牛島に唆されて拉致してしまう。事件後、厚志の偽善的な態度にキレ連絡を拒んでいたが、仲直りする。
牛島 清貴（うしじま きよたか）
厚志と正行の小学校及び現在の同級生。正行のアパートを悪用していた。暴力的な性格のいわゆる不良で、継母（父親の再婚相手）からも恐れられている。小学生の異母弟がいる。別の婦女暴行事件の容疑で逮捕され、退学処分となるが、父親が事件を示談で解決させた。
麻美（まみ）
ニーナの親友。
正行がダイエットに励むきっかけを作り、週に一度経過報告を受ける奇妙な仲になる。
牛島 雅（うしじま みやび）
清貴の腹違いの弟。兄が父の権力で警察沙汰になるのを免れていることを理由にクラスメイトらからいじめられている。厚志に、兄の親友になって欲しいと頼む。

## 書誌情報
- いくえみ綾 『いとしのニーナ』 〈幻冬舎コミックス・バーズコミックス デラックス〉 全4巻（祖父江慎 + 佐藤亜沙美ブックデザイン）
  1. 2007年3月24日発売、ISBN 978-4-344-80953-6
  2. 2008年5月24日発売、ISBN 978-4-344-81324-3
  3. 2009年7月24日発売、ISBN 978-4-344-81698-5
  4. 2010年11月24日発売、ISBN 978-4-344-82091-3

## 配信ドラマ
2020年5月18日 0時からFODで全8回に渡って配信された。主演は岡田健史。同年7月18日から9月5日までフジテレビ（関東ローカル）にて土曜 0:55 - 1:25〈金曜深夜〉の枠で放送された。

### キャスト
- 外山厚志 - 岡田健史
- 青田新名 - 堀田真由[4]
- 押川正行 - 望月歩[4]
- 森岡麻美 - 長見玲亜[5]
- 牛島雅 - 尾形颯太
- 山田うた - 古川琴音
- 中川 - 松田悠我
- 佐藤直樹 - 曽田陵介
- 鈴木 - 名村辰
- 養護教諭 - MEGUMI
- 露天商 - さなり[6]
- 牛島清貴 - 笠松将[4]

### スタッフ
- 原作 - いくえみ綾 『いとしのニーナ』（幻冬舎コミックス刊）
- 脚本 - 阿久津朋子、錦織伊代
- 主題歌 - さなり 「Hero」（A-Sketch）[7]
- 演出 - 楢󠄀木野礼、中田博之
- 音楽 - 白石めぐみ
- スタントコーディネーター - 劔持誠
- 技術協力 - ビデオスタッフ
- 美術協力 - BEENS
- プロデューサー - 浅野澄美（FCC）、郷田悠（FCC）
- プロデュース - 鹿内植（フジテレビ）
- 制作協力 - FCC
- 制作著作 - フジテレビジョン

### 配信日程
| 話数   | 配信日        | 放送日        | サブタイトル             | 脚本       | 演出     |
| ------ | ------------- | ------------- | ------------------------ | ---------- | -------- |
| 第1話  | 2020年5月18日 | 2020年7月18日 | 史上最悪の出会い         | 阿久津朋子 | 楢木野礼 |
| 第2話  | 5月25日       | 7月25日       | 守るってどーやって??     | 錦織伊代   | 楢木野礼 |
| 第3話  | 6月01日       | 8月01日       | 親友だと思ってた・・・   | 阿久津朋子 | 中田博之 |
| 第4話  | 6月08日       | 8月08日       | 恋愛にしてみる?          | 錦織伊代   | 楢木野礼 |
| 第5話  | 6月15日       | 8月15日       | トラウマの在り処         | 阿久津朋子 | 中田博之 |
| 第6話  | 6月22日       | 8月22日       | 性善説ってわかりますか?  | 錦織伊代   | 中田博之 |
| 第7話  | 6月29日       | 8月29日       | 僕の声は届かない・・・   | 阿久津朋子 | 楢木野礼 |
| 最終話 | 7月06日       | 9月05日       | 僕らの恋の始まりと終わり | 錦織伊代   | 楢木野礼 |